# IC 53
IC 53 је елиптична галаксија у сазвјежђу Рибе која се налази на листи објеката дубоког неба у Индекс каталогу.
Деклинација објекта је + 10° 36' 3" а ректасцензија 0h 50m 40,7s. Привидна величина (магнитуда) објекта IC 53 износи 14,0 а фотографска магнитуда 15,0. IC 53 је још познат и под ознакама UGC 516, MCG 2-3-5, CGCG 435-11, NPM1G +10.0036, PGC 2951.